# Чижев
Чижев (пољ. Czyżew) град је у Пољској у Војводству подласком. По подацима из 2012. године број становника у месту је био 2634.

## Становништво
| 2012. |
| ----- |
| 2.634 |